# 王浩然
王 浩然（おう こうねん、拼音:Wáng Hào rán、1848年（道光28年）- 1919年）は、清末から中華民国のアホン、イスラーム学者。名は寛で、イスラーム名はハーッジ・アブドゥル・ラフマーン。

## 生涯
王浩然は1848年（道光28年）に北京に生まれた。名は寛で、イスラーム名はハーッジ・アブドゥル・ラフマーンであった。彼は中国のイスラームを興すには教育制度の改革が必要だと考え、マッカ巡礼を行い、エジプトやヨーロッパに留学したのち1904年（光緒30年）に帰国し、王友三や達浦生などのアホンと協力して北京の牛街清真寺に回教師範学堂を創設した。ここではアラビア語やペルシア語の経典のほか近代的な教育を提供した。
彼は宗教改革を提唱し、アラブのイスラームと教法の統一を図り、クルアーンにしたがって旧来の中国のイスラームの習俗を改革しようとしたが、保守派の反対を受け、排斥された。彼の排行である「五」からとって「王五漢人」と罵声を浴びせられたこともあったという。4年後の1911年（宣統3年）には生まれ故郷の北京で「中国回教倶進会」を設立し、同時に理事長を務めた。これらの宗教改革や近代化にはムスリムが中国内で「生き残る」ためという意図があったという。
辛亥革命の際に王浩然は新国家に反対する中国西北部のムスリムを説得し、愛国的な姿勢を中華民国に示した。中華民国が成立したのち、辺境部の統治政策を推進する目的で「五族国民合進会」が設立され、王浩然は「回」代表に選出された。また、政府機関である蒙蔵事務局が五族協和の理念を辺境に宣伝する目的で創刊した『蒙文白話報』『蔵文白話報』『回文白話報』のうち、王浩然は『回文白話報』の主筆に任命された。王浩然は1919年に死去した。